# Arto Savolainen
Arto Jalmari Savolainen (ur. 3 lutego 1941 w Oulu) – fiński zapaśnik walczący w obu stylach. Olimpijczyk z Tokio 1964, gdzie zajął dziewiąte miejsce w kategorii 70 kg, w stylu wolnym.
Zdobył srebrny medal na mistrzostwach nordyckich w 1970 roku.